# كيتلين كارفر
كيتلين كارفر (بالإنجليزية: Caitlin Carver)‏ هي موسيقية وممثلة أمريكية، ولدت في 1992 بألاباما في الولايات المتحدة. بدأت مشوارها المهني سنة 2012.

## أعمال

### أفلام
- (2015) بلدات ورقية[4][5][6]
- (2016) القواعد لا تنطبق[7]
- (2017) أنا، تونيا

### مسلسلات
- ذا فوسترز
- ملفوف

## وصلات خارجية
- كيتلين كارفر على موقع IMDb (الإنجليزية)
- كيتلين كارفر على موقع ألو سيني (الفرنسية)
- كيتلين كارفر على موقع قاعدة بيانات الفيلم (الإنجليزية)
- كيتلين كارفر على موقع كينوبويسك (الروسية)